# Commission de la politique de sécurité
En Suisse, la Commission de la politique de sécurité (CPS ; en allemand : Sicherheitspolitische Kommission, SIK ; en italien : Commissione della politica di sicurezza, CPS ; en romanche : Cumissiun per la politica da segirezza, CPS ; en anglais : Security Policy Committee, SPC) est une commission parlementaire fédérale qui traite des affaires législatives concernant la sécurité.

## Description
Il existe deux commissions de la politique de sécurité, une par chambre de l'Assemblée fédérale : la Commission de la politique de sécurité du Conseil national (CPS-N), qui compte 25 membres, et la Commission de la politique de sécurité du Conseil des États (CPS-E), qui en compte 13. 
Les CPS sont des commissions thématiques (ou commissions législatives) permanentes. Elles ont été créées en 1991.

## Attributions
Les CPS traitent de l'armée (constructions militaires comprises), de la politique d'armement et des armes (désarmement et non-prolifération compris). Elles s'occupent également de la politique de sécurité et de paix, de la promotion de cette politique et du service civil.
Elles sont aussi compétentes pour les questions de sécurité intérieure (notamment du réseau national de sécurité), de lutte contre le terrorisme (y compris de coordination avec la police), de protection de la population et de l'approvisionnement économique du pays.
La formation stratégique à la conduite et la gestion des crises par la Confédération sont également de leur ressort.

### Travaux
Lors de la 49e législature, elles traitent en particulier le dossier de l'acquisition de nouveaux avions de combat Saab JAS 39 Gripen par l'armée suisse et la nouvelle loi sur le renseignement,.